# Епидермолитички акантом
Епидермолитички акантом (ЕА) је неуобичајена (ретка), доброћудна (бенигна), стечена, асимптоматска лезија која се обично јавља у средњим годинама или после њих. Обично се манифестује као усамљена лезија, али се може испољити и као вишеструка или дисеминована дискретна лезије.

## Епидемиологија
Епидермолитички акантомешто је чешћи код мушкараца и карактеристично се појављује као хиперкератотична папула на трупу или екстремитетима. 

## Етиопатогенеза
Епидермолитички акантом хистопатолошки открива епидермолитичку хиперкератозу која захвата или целу дебљину епидермиса или само зрнасте и горње спинозне слојеве.
Епидермолитичка хиперкератоза је процес који доводи до (или је повезан са) аберацијом епидермалног сазревања. Види се у различитим локализованим и генерализованим генетским и стеченим стањима, укључујући:
- булозну конгениталну ихтиозиформну еритродерму,
- Ворнерову палмоплантарну кератодерму
- системизоване или линеарне епидермалне невусе, између осталих.

Када се овај поремећај епидермиса јавља као појединачни или вишеструки облик епидермолитичког акантома, сматра се да је то изоловани ентитет који није повезан са другим кожним или системским стањима.
Патогенеза епидермолитичког акантома је непозната, али неке хипотезе сматрају да за њихову појаву могу бити одговорне мутације у кератинима 1 и 10 узроковане спољним факторима као што су ултраљубичасто зрачење, имуносупресија или поновљена траума (као што је гребање).

### Фактори ризика
Тренутно су идентификовани следећи фактори ризика за епидермолитички акантом:
- дуготрајно излагање сунцу, излагање ултраљубичастом (УВ) светлу

- коришћење соларијума

- повреда коже

Важно је напоменути да постојање фактора ризика не значи да ће неко добити стање, већда они повећава шансе за добијање стања у поређењу са особом без фактора ризика. Неки фактори ризика су важнији од других.
Такође, недостатак фактора ризика не значи да појединац неће добити то стање.

## Клиничка слика
Знаци и симптоми ЕА  могу бити засновани на локацији лезије у телу, који  се може јавити на различитим регијама тела, укључујући лице и гениталије.
Већина случајева вишеструких лезија је пријављена у гениталној регији, првенствено скротуму или на слузокожи вагине
Лезије се могу манифестовати и као линеарни плакови, а не усамљене папуле, а то је пријављено у вулварном региону.
ЕХ споро расте и може бити величине од 2 мм до 2 цм
Чвор је обично безболан и не сврби, а папула се може појавити било где на телу. Може се јавити и у усној дупљи  

## Диференцијална дијагноза
Диференцијална дијагностички требало би узети у обзир следећа стања и болести:
- Себороична кератозу
- Веруке вулгарис
- Кондиломе акуминатум
- Актиничну кератозу
- Базоцелуларни карцином
- Карцином сквамозних ћелија
- Локализовану Даријерову болест
- Инфламаторни линеарни верукозни епидермални невус.

## Терапија
Лечење епидермолитичког акантома може укључивати следеће:
- У већини случајева, уклањање тумора није неопходно, осим ако не изазива узнемирујуће знакове и симптоме као што су козметички проблеми

- Третман избора је потпуна хируршка ексцизија, која резултује излечењем

## Превенција
Тренутно не постоје познате методе за спречавање појаве епидермолитичког акантома. Међутим, неки од фактора ризика се могу препознати и контролисати. Они укључују:
- Избегавање или минимизирање излагање сунцу

- Ограничену употребу соларијума

- Престанак пушења

## Прогноза
Прогноза за епидермолитички акантом је одлична уз одговарајући третман, јер се ради о доброћудном (бенигном) тумору.